# Diphya macrophthalma
Diphya macrophthalma är en spindelart som beskrevs av Hercule Nicolet 1849. Diphya macrophthalma ingår i släktet Diphya och familjen käkspindlar. Inga underarter finns listade i Catalogue of Life.